# 天沼青蒲
天沼 青蒲（あまぬま せいほ、生没年不詳）は、明治時代から昭和時代初期にかけての女流日本画家。

## 来歴
鏑木清方の門人。本名は米子。同門の柿内青葉と同様、女子美術学校を卒業後、清方に入門した。明治44年（1911年）6月の第22回烏合会展に「客まつ門」、「よね子」を出品したほか、清方門下生による研究会や郷土会の展覧会にも作品を出品している。雑誌『女学世界』の口絵なども手がけたという。大正4年（1915年）6月22日から25日に開催の第1回郷土会展に「常闇」を、大正5年（1916年）5月3日から7日に開催の第2回郷土会展に「御礼詣」を出品、大正7年（1918年）に、清方門下には女性が40人以上いるとして閨秀画家として雑誌に紹介された。大正14年（1925年）5月の第10回同展に「舞」を、昭和2年（1927年）5月の第12回同展に「縁日」を出品している。
父は天沼蘭洲（6代目十寸見蘭洲）といい、河東節をよくし、兄の俊一は奈良県技師・京都大学教授を務め美術に精通した人物で、次兄の匏村（貴彦）はドイツ文学を専門とし第六高等学校教授をつとめたという。